# Natalia Eremina
Natalia Eremina (letó: Natālija Jerjomina; Riga, Letònia, 23 de març de 1967) és una jugadora d'escacs letona, ja retirada de la competició.

## Resultats destacats en competició
Els anys 1980 Natalia Eremina participà regularment al campionat de Letònia femení (1983–1990) amb bons resultats. Hi va obtenir el 4t lloc el 1985, i el 3r lloc el 1989; el 1988 guanyà el títol, superant les millors jugadores letones del moment: Anda Šafranska, Ingūna Erneste, Ilze Rubene, Ingrīda Priedīte, Astra Goldmane, Tamāra Vilerte, Vija Rožlapa i Sarma Sedleniece. Natalia Eremina va jugar representant Letònia a l'Espartaquiada de l'URSS a Minsk el 1986, al tercer tauler femení. Es va retirar de la competició activa a començaments dels anys 1990.